# Macaíba
Macaíba, amtlich portugiesisch Município de Macaíba, ist eine Mittelstadt im brasilianischen Bundesstaat Rio Grande do Norte. Sie hatte zum 1. Juli 2020 geschätzt 81.821 Einwohner, die Macaibenser (macaibenses) genannt werden.

## Geschichte
Das Munizip ging aus dem 1855 von Fabrício Gomes Pedroza gegründeten Vila de Coité, benannt nach dem dort häufig vorkommenden Kalebassenbaum, hervor. Am 27. Oktober 1877 wurden Gebietsteile aus São Paulo do Potengi, São Gonçalo do Amarante und São Tomé ausgegliedert und durch Gesetz dem Vila Stadtrechte unter dem neuen Namen Município de Macaíba erteilt. Der erste Administrator Vicente de Andrade Lima konnte jedoch erst 1882 sein Amt antreten.
Heutiger Stadtpräfekt ist seit 2013 Fernando Cunha Lima Bezerra des Partido Social Democrático (PSD), der bei der Kommunalwahl 2016 mit 48,96 % der Stimmen für die Amtszeit ab 2017 wiedergewählt wurde.

## Geographie

Umliegende Orte von Macaíba.

Umliegende Orte:

## Söhne und Töchter der Stadt
- Augusto Severo de Albuquerque Maranhão (1864–1902), Politiker und Luftfahrtpionier